# Siniša Zlatković
Siniša Zlatković (Smederevo, 16 aprile 1934 – ...) è stato un calciatore jugoslavo, di ruolo centrocampista.

## Carriera
Convocato per il mondiale del 1950 in Brasile, con i suoi 16 anni è stato il più giovane giocatore a venire convocato in un mondiale; tuttavia non è il più giovane a essere sceso in campo, in quanto non disputò nessun incontro in quel mondiale.

## Palmarès

### Club

#### Competizioni nazionali
- Campionato jugoslavo: 1

Stella Rossa: 1952-1953